# Cheniseo fabulosa
Cheniseo fabulosa är en spindelart som beskrevs av Bishop och Crosby 1935. Cheniseo fabulosa ingår i släktet Cheniseo och familjen täckvävarspindlar. Inga underarter finns listade i Catalogue of Life.